# Công chứng

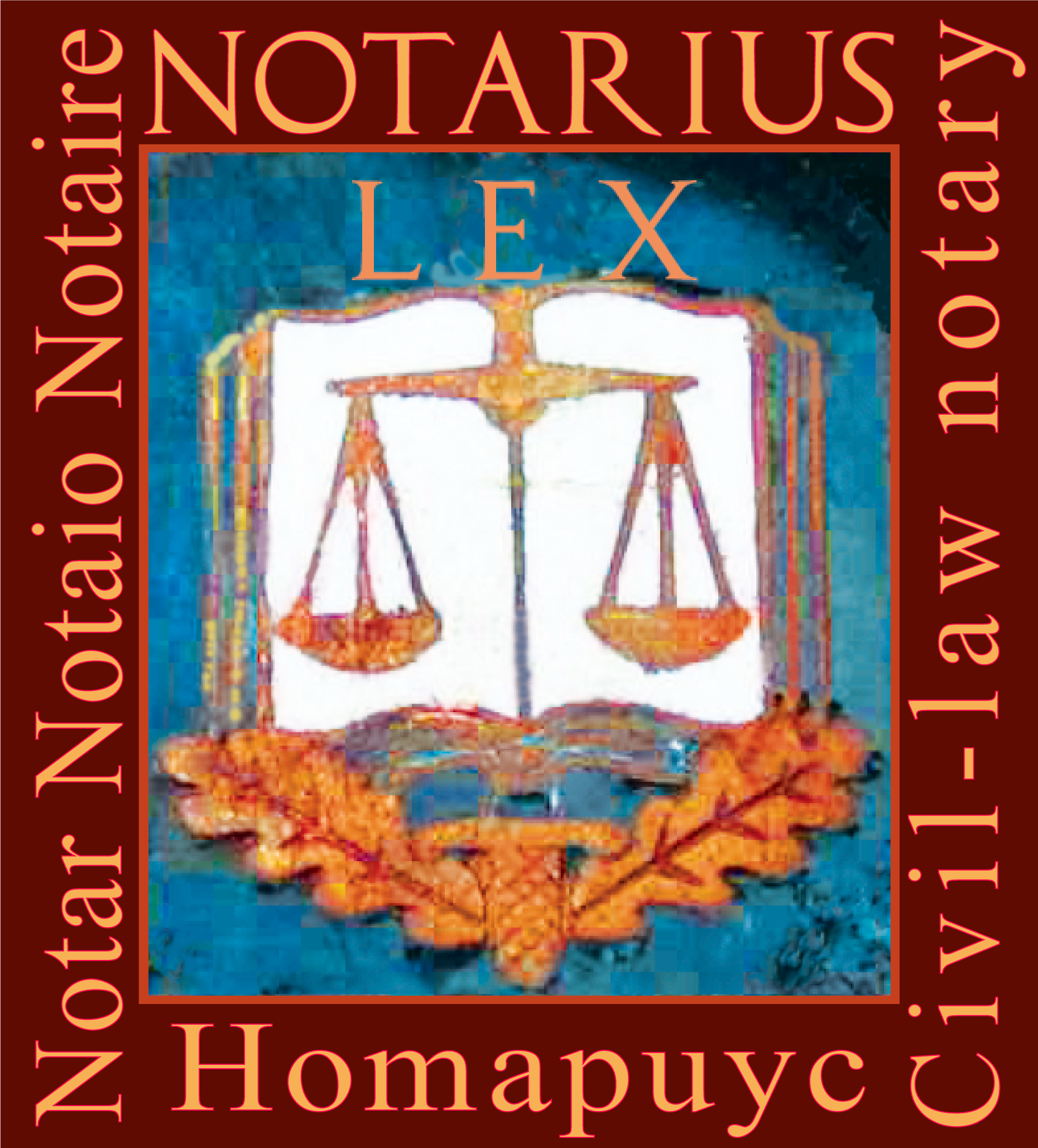
Một biểu tượng công chứng

Công chứng là việc công chứng viên chứng nhận tính xác thực, tính hợp pháp của hợp đồng, giao dịch khác bằng văn bản mà theo quy định của pháp luật phải công chứng hoặc cá nhân, tổ chức tự nguyện yêu cầu công chứng. Cần phân biệt thuật ngữ công chứng và Chứng thực, theo đó chứng thực là việc cơ quan Nhà nước có thẩm quyền căn cứ vào bản chính để chứng thực bản sao là đúng với bản chính, hoặc chứng thực chữ ký trong các giấy tờ, văn bản là chữ ký của người đã yêu cầu chứng thực.

## Đặc điểm

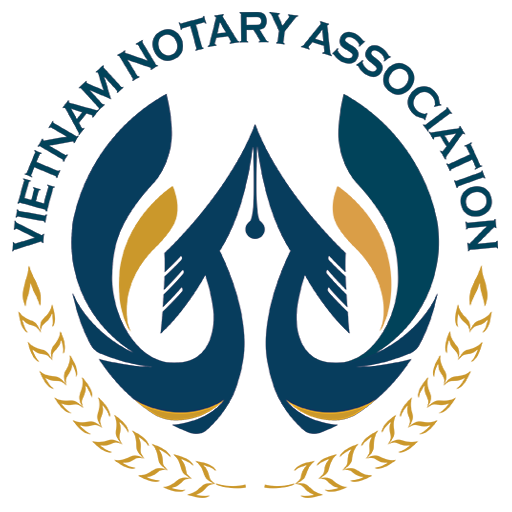
Biểu trưng của Hội Công chứng Việt Nam

Công chứng do cơ quan bổ trợ Tư pháp thực hiện ví dụ như phòng công chứng, văn phòng công chứng và công chứng bảo đảm nội dung của một hợp đồng, một giao dịch, công chứng viên chịu trách nhiệm về tính hợp pháp của hợp đồng, giao dịch đó và qua việc bảo đảm tính hợp pháp để giảm thiểu rủi ro. Văn bản công chứng có hiệu lực thi hành đối với các bên liên quan, trường hợp một bên không thực hiện thì bên kia có quyền yêu cầu Toà án giải quyết, trừ trường hợp có thoả thuận khác. Ngoài ra văn bản công chứng thì có giá trị chứng cứ và những tình tiết, sự kiện trong văn bản công chứng không phải chứng minh.
Người có quyền yêu cầu công chứng quy định khác nhau ở các nước, trong đó tại Việt Nam thì người yêu cầu công chứng là cá nhân, tổ chức Việt Nam hoặc cá nhân, tổ chức nước ngoài. Người yêu cầu công chứng là tổ chức thì việc yêu cầu công chứng được thực hiện thông qua người đại diện theo pháp luật hoặc người đại diện theo uỷ quyền của tổ chức đó. Người yêu cầu công chứng phải có năng lực hành vi dân sự, xuất trình đủ các giấy tờ cần thiết liên quan đến việc công chứng và chịu trách nhiệm về tính chính xác, tính hợp pháp của các giấy tờ đó. Ở Việt Nam, hoạt động công chứng đã được quy định trong Luật Công Chứng 2014.